# 대륙성 기후
대륙성 기후(大陸性氣候)는 대륙 지표의 영향을 강하게 받는 기후이다. 맑은 날이 많고, 강수량이 적으며 건조한 기후를 나타낸다. 기온의 일교차 및 연교차가 심한 것이 특징이다. 대륙 동쪽 연안에서 발생하는 대륙성 기후는 동안 기후(東岸氣候), 대륙 동안 기후라고 부른다.

## 특징
특징으로는, 대륙성 기후는 대륙에서 불어오는 바람 등의 영향을 잘 받아 온도의 연교차가 심하며 특정 계절에 강수량이 집중되어있다. 이러한 기후들을 이용하여 대륙성 기후의 나라들은 여름에 덥고 비가 많은 기후를 이용하여 벼농사 등을 진행한다. 봄에 모내기하여 여름에 잘 자라고 맑은 가을에 추수하는 것이다.

## 나라별 대륙성 기후

### 한국
한국의 겨울철은 유라시아 대륙에서 불어오는 차가운 북서계절풍의 영향으로 겨울에는 온도가 낮고, 여름에는 북태평양에서 불어오는 따뜻한 남동계절풍의 영향으로 기온이 높다. 이와 같이 여름에 덥고 따뜻한 기후를 이용하여 벼농사를 진행하고, 온돌의 문화가 발전하였다.한국의 대부분(차령산맥 이북(영동 제외))은 냉대 동계 건조 기후이다.

### 일본
일본의 기후는 기본적으로 한국의 남부와 함께 온대몬순기후에 속한다. 따라서 사계절이 뚜렷하고 여름은 고온다습, 겨울은 한랭건조하다. 그러나 일본의 기후는 지형적인 영향으로 강수량이 많고 지역차가 크다는 것이 특징이다. 일본의 겨울은 시베리아 지방으로부터 불어오는 대륙성 기류인 북서 계절풍의 영향으로 전국적으로 기온이 하강하며 동해안에는 큰 눈이 내린다. 특히 호쿠리쿠(北陸) 지방은 세계에서도 드문 대설 지역이다. 일본열도는 동북에서 서남으로 산맥이 뻗어 있어 계절풍을 도중에 차단함으로써 동해안 측에 대설을 내리게 하고 있다. 이 눈은 수력발전 등에 이용되는 소중한 수자원이기도 하다.

### 타이완
타이완의 기후는 한국, 일본과 달리 아열대 기후에 속하고 있으며, 필리핀이나 오키나와섬처럼 비슷한 기후 대역에 속하고 있어, 열대 식물 자생도 충분히 가능하나, 바나나, 망고, 파파야 재배 환경에 적합한 기후로 분류되고 있다.

### 필리핀
필리핀은 열대 기후에 속하고 있지만 농업 활동에 활발하게 진행하기에 안성맞춤이기도 하며, 타이완과 동일한 기후를 차지하고 있다.

### 몽골
몽골은 초원과 사막이 대부분이기에 사막 기후가 대부분을 차지하고 있지만 목축업을 주로 이루고 있는 이점이 있다.
대륙성기후 관점에서 몽골의 지형적인 환경은 대륙성 한랭-건조 지형의 대표성을 지니고 있다. 기온의 교차가 심하여 한랭 환경이며 제한된 양이지만 동계강설로 공급되는 수분은 서릿발작용에 의해 이곳을 기계적 풍화가 강하게 진전되는 지역으로 만들고 있다. 이렇게 생성된 풍화물들은 여름 폭우시의 지표수와 봄철 바람작용에 의해 침식·제거되고 있다. 몽골 스텝지역의 사면들은 토층발달이 미약함에도 불구하고 모든 사면에서 평활하게 펼쳐져 있다. 이는 풍화와 풍화물 침식이 균형을 이루는 모습이다. 몽골의 지형환경은 서릿발작용에 의한 풍화, 지표수와 바람에 의한 침식, 이들 모두가 활발하면서도 서로 균형을 이룬다는 특색을 지니고 있다.

### 인도
인도의 기후는 해안가와 반도 꼬투리 부분은 열대 지방을, 내륙부는 춥고 습한 기후를 가지고 있다.

### 러시아
캅카스 북부 지방과 극지방 인접 지역, 일부 건조 지대 등을 제외한 전 지역이 냉대 기후에 속한다.

### 미국
미국의 경우 주마다 다르다. 알래스카주는 추운 아극 기후를 나타나고 있으며, 하와이주의 경우 열대 기후에 속하게 되지만, 본토는 건조, 온대, 냉대 기후 등 다양하게 나타나지만 플로리다주의 남부 지역에서는 보기도 드문 열대 기후를 가지게 된다. 그래서 미국에서는 냉대 기후를 띈 곳은 알래스카주 외에도 본토에서는 오대호와 인접해 있는 시카고, 신시내티, 미니애폴리스, 디트로이트, 세인트루이스 등과 같은 북중부, 북동부 지역에서만 눈엣가시처럼 춥고 서늘한 대륙성 기후를 가지고 있으며, 한반도처럼 Dwa를 가진 기후를 가진 곳(예:노스플랫)도 더러 있다.

### 캐나다
태평양 서안 해역 주변 육지부를 제외한 전 지역이 러시아와 비슷하게 냉대 기후를 띈다.

### 스위스
유럽에서도 보기가 드문 냉대 기후를 가진 지역이 많이 산재한다. 이유는 알프스산맥에 영향을 받는 것으로 보인다.

### 프랑스
주, 코뮌마다 다르다. 해안가와 인접해 있는 곳이 아닌 육지부가 붙어 있는 곳에서만 대륙성 기후를 띈다.

### 남반구
남반구는 해안가가 많아지게 되자, 이 일대에는 대륙성 기후를 나타내는 곳도 보기가 매우 드문 편이다. 지역을 보면 오스트레일리아나 칠레-아르헨티나의 고산 지대에서만 대륙성 기후가 간헐적으로 나타난다.

## 강수량과의 관계

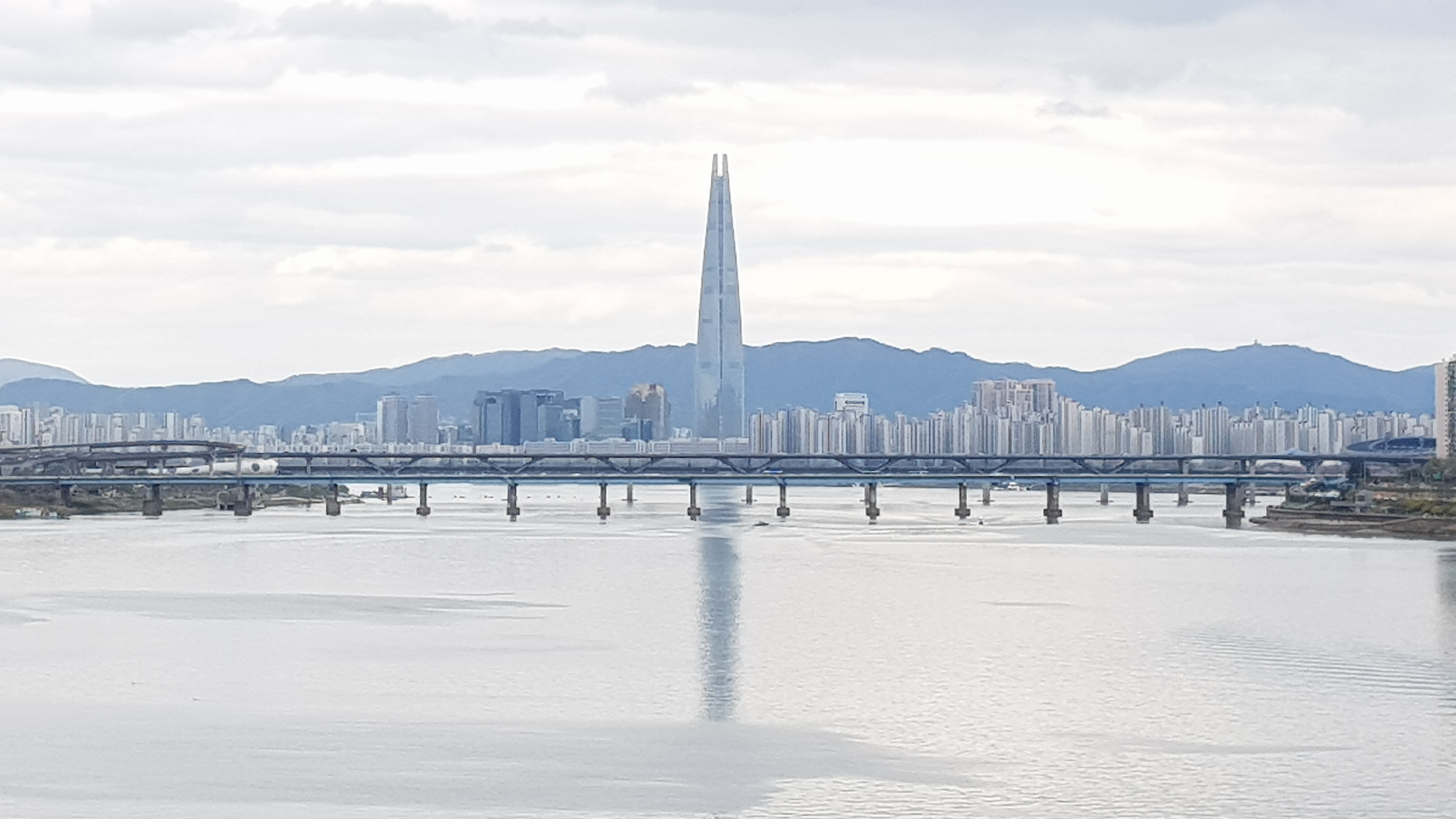
대륙성 기후로 인해 강폭이 넓은 한강의 모습

대륙성 기후의 경우에는 한 계절에 강수량이 집중되어있다. 그러므로 홍수 등이 날 가능성이 매우 높다. 그래서 대륙성 기후의 나라들은 보통 하천의 폭을 넓게 하여 근처 도시의 안전을 도모한다.

## 같이 보기
- 서안 해양성 기후